# Mildred Barya
Mildred Kiconco Barya (* 1. August 1976 im Distrikt Kabale, Uganda) ist eine ugandische Schriftstellerin, Dichterin und Journalistin. Barya erhielt 2008 die Auszeichnung des Pan African Literary Forum Prize für im Bereich „Afrikanische Fiktion“.

## Leben
Mildred Kiconco Barya wurde am 1. August 1976 im Distrikt Kabale im Südwesten Ugandas geboren und besuchte die Mwisi-Grundschule sowie die Kigezi High School.

### Ausbildung
1996 erhielt sie ein Vollstipendium zum Besuch der Makerere-Universität in Uganda und schloss 1999 ein Studium der Literaturwissenschaften an der Universität ab.
2002 studierte sie Verlagswissenschaften an der Moi-Universität in Eldoret (Kenia), von 2002 bis 2004 studierte sie Organisationspsychologie an der gleichen Einrichtung und schloss das Studium mit einem Master ab. 2012 promovierte sie sich mit einer Promotion im Bereich des Kreativen Schreibens an der University of Denver.

### Schriftstellerische Karriere
Barya veröffentlichte ihre erste Gedichtssammlung mit dem Titel Men Love Chocolates But They Don't Say im Jahr 2002 und gewann damit den „Ugandian National Book Trust Award“ im gleichen Jahr. Sie erhielt zahlreiche positive Kritiken, sodass sie 2006 ihre zweite Gedichtssammlung mit dem Titel The Price of Memory: After the Tsunami veröffentlichte.
Zwischen 2006 und 2007 hatte Barya eine „writer's residence followship“ im Rahmen des Per Sesh Writing Program in Popenguine, Senegal, und wurde dabei vom ghanaischen Schriftsteller Ayi Kwei Armah betreut. Dabei schrieb sie das Manuskript für ihren ersten Roman What Was Left Behind. 2009 veröffentlichte sie die dritte Gedichtssammlung mit dem Titel Give Me Room To Move My Feet.
Neben Gedichte veröffentlichte Barya auch verschiedene Kurzgeschichten und Romane. Für einen Auszug aus ihrem Roman What Was Left Behind erhielt sie 2008 die Auszeichnung des Pan African Literary Forum Prize für im Bereich „Afrikanische Fiktion“.
2019 wurde sie in die Anthologie New Daughters of Africa von Margaret Busby aufgenommen.

### Weitere Tätigkeiten
Neben ihrer Arbeit als Schriftstellerin war Barya als Menschenrechtsberaterin für die Unternehmensberatung Ernst & Young tätig. Zudem ist sie Gründerin der Organisation „African Writers Trust“, die sich für die Vernetzung von afrikanischen Schriftstellerinnen und Schriftstellern in der Diaspora einsetzt.

## Werke (Auswahl)
- 2009: Give Me Room To Move My Feet
- 2006: The Price of Memory: After the Tsunami
- 2002: Men Love Chocolates But They Don't Say